# Letícia Izidoro Lima da Silva
Letícia Izidoro Lima da Silva, nota come Letícia o Lelê (Rio de Janeiro, 13 agosto 1994), è una calciatrice brasiliana, portiere del Corinthians e della nazionale brasiliana.

## Carriera

### Club
Letícia entra nel mondo del calcio a 16 anni firmando per il Kindermann. Dopo due anni al Vitória das Tabocas fa ritorno al club catarinense dove debutta nella massima divisione brasiliana.
L'anno successivo passa al São José dove nel 2014 vince Copa Libertadores e mondiale per club. Trascorre la stagione 2015 al Centro Olímpico prima di trasferirsi al Corinthians nel 2016.
Ai primi di gennaio 2021 si è trasferita al Benfica in Portogallo, rimanendovi per un anno e rescindendo il contratto ai primi di febbraio 2022.

### Nazionale
Ha rappresentato la Nazionale Under-17 ai mondiali di categoria disputati nel 2010 in Trinidad e Tobago.
Dopo essere stata promossa in Under-20, ha disputato il mondiale ed il campionato sudamericano di categoria nel 2012 e nel 2014.
Nel dicembre 2015 ha esordito con la Nazionale maggiore sostituendo Bárbara nell'incontro del Torneo di Natal vinto 11-0 contro Trinidad e Tobago.
Ha in seguito preso parte ai mondiali del 2015 e del 2019 ed alla Copa América 2018.

## Palmarès

### Club

#### Competizioni statali
- Campionato Paulista: 3

São José: 2014
Corinthians: 2019, 2020

#### Competizioni nazionali
- Campionato brasiliano: 1

Corinthians: 2018, 2020
- Copa do Brasil: 1

Corinthians: 2016
- Coppa di Lega portoghese: 1

Benfica: 2021
- Campionato portoghese: 1

Benfica: 2020-2021

#### Competizioni internazionali
- Coppa Libertadores: 2

São José: 2014
Corinthians: 2017, 2019
- Mondiale per club: 1

São José: 2014

### Nazionale

#### Competizioni giovanili
- Campionato sudamericano Under-20: 2

2012, 2014

#### Competizioni maggiori
- Coppa America: 1

2018